# Baba (bakverk)

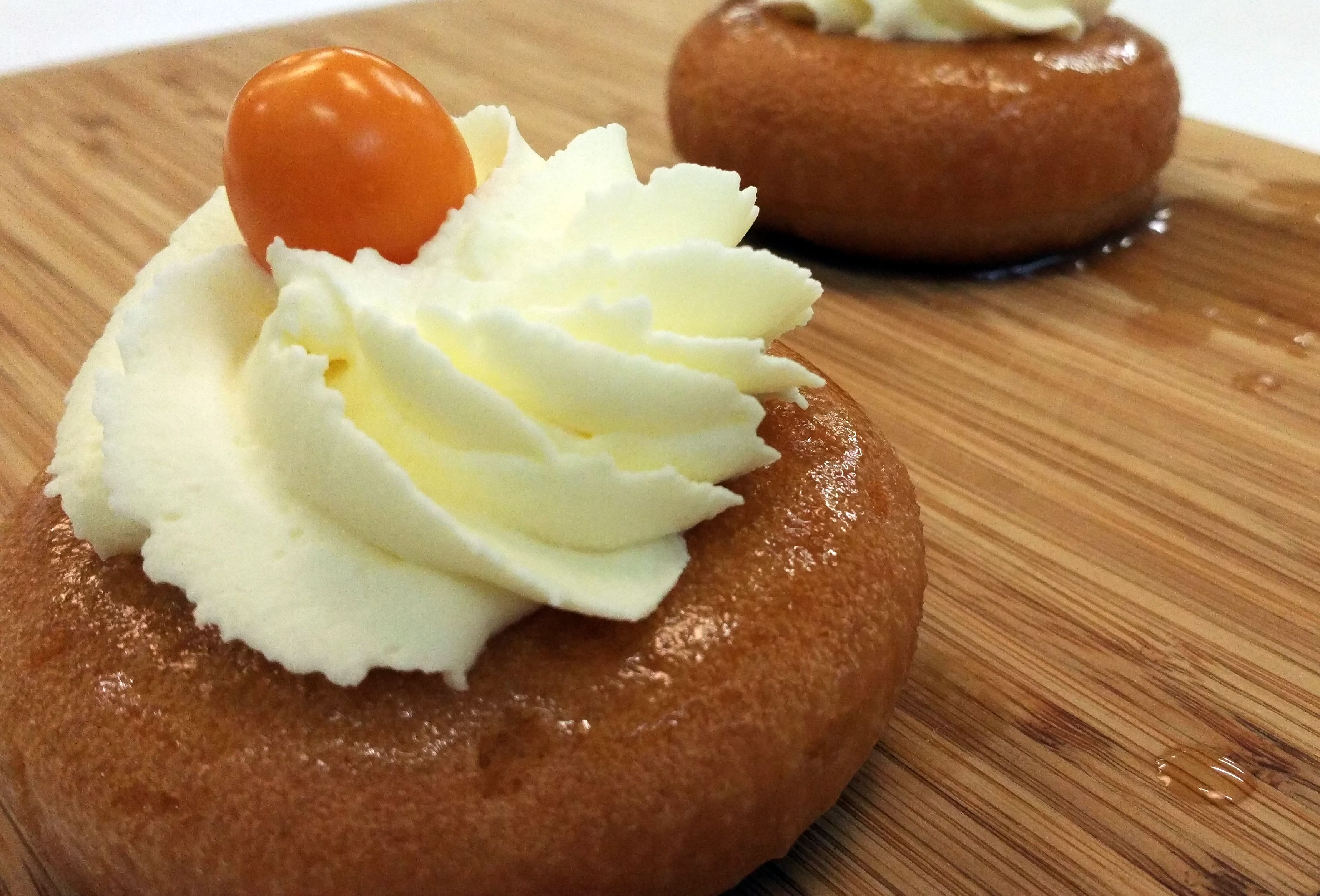
Baba.

Baba är ett franskt bakverk indränkt i rom som påminner om Savarin.

## Historik
Under 1700-talets första hälft befann sig den polske kungen Stanisław I Leszczyński i exil i Lorraine i östra Frankrike. Han hade långtråkigt och för att fördriva tiden åt han bakverk. Den Gugelhupf (Gugelkopf, Kugelhupf, Kouglof) som han serverades här fann han för torr och han bestämde därför att den skulle dränkas med brännvin. Han blev mycket nöjd med receptet och döpte den efter sin hjälte Ali Baba från Tusen och en natt[källa behövs]. I Paris blev konditorn Nicolas Stohrer berömd då han ersatte brännvinet med rom.